# Idolator
Idolator ― музыкальный блог, созданный сетью Gawker Media в августе 2006 года. Позже он был продан конкурирующей сети Buzz Media, которая также владеет блогами Stereogum и Spin. В сентябре 2016 года сайт был продан Hive Media вместе с Buzznet и PureVolume.
С момента ухода в 2007 году главного редактора, Брайана Рафтери до ноября 2009 года его пост занимала Мора Джонстон, затем она покинула пост. В апреле 2009 года другие участники блога были уволены Buzz Media, за исключением Криса Моланфи, который предложил продолжать писать свою колонку 100 & Single на добровольной основе.